# A Collection of Roxette Hits: Their 20 Greatest Songs!
A Collection of Roxette Hits: Their 20 Greatest Songs! è una raccolta del duo pop Roxette con 20 brani tra cui 2 inediti, One Wish e Reveal, pubblicata verso la fine del 2006, sotto etichetta Capitol.
È la quarta raccolta dopo The Ballad Hits, The Pop Hits e Don't Bore Us, Get to the Chorus! del 1995, senza contare Don't Bore Us-Get to the Chorus!, versione Canada & USA del 2001, pubblicata anche in Europa.
L'uscita della raccolta Roxette Hits è stata anticipata dal singolo "One Wish" e coincide con la pubblicazione dell'antologia The RoxBox/Roxette 86-06. In un secondo momento è stato pubblicato "Reveal" Remix Version, maxi-singolo enhanced CD che ha alcuni remix del brano Reveal ed il video di One Wish.

## Tracce

### Disco 1 (Versione Standard)
1. One Wish
2. The Look
3. Dressed for Success (US Single Mix)
4. Listen to Your Heart (Swedish Single Edit)
5. Dangerous
6. It Must Have Been Love
7. Joyride (Single Edit)
8. Fading Like a Flower (Every Time You Leave)
9. Spending My Time
10. How Do You Do!
11. Almost Unreal
12. Sleeping in My Car (Single Edit)
13. Crash! Boom! Bang! (Single Edit)
14. Run to You
15. Wish I Could Fly
16. Stars
17. The Centre of the Heart
18. Milk and Toast and Honey
19. A Thing About You
20. Reveal

- Edizione Standard con un solo CD
- L'Edizione Spagnola include "No Se Si Es Amor" al posto di "A Thing About You"
- La Canadian Tour Edition del 2012 include "She's Got Nothing On (But The Radio)" e "Sweet Hello Sad Goodbye (Bassflow Remake)" al posto di "Milk And Toast And Honey" e "Reveal"

### Disco 2 (DVD)
1. The Look
2. Dressed for Success
3. Listen to Your Heart
4. Dangerous
5. It Must Have Been Love
6. Joyride
7. Fading Like a Flower (Every Time You Leave)
8. Spending My Time
9. How Do You Do!
10. Almost Unreal
11. Sleeping in My Car
12. Crash! Boom! Bang!
13. Run to You
14. Wish I Could Fly
15. Stars
16. The Centre of the Heart
17. Milk and Toast and Honey
18. A Thing About You

- Edizione Limitata CD+DVD

## Singoli
- 2006 - One Wish
- 2007 - Reveal [Remix Version]

### One Wish
1. One Wish
2. The Rox Medley
3. It Must Have Been Love [Christmas for the Broken-Hearted]
4. Turn to Me

### RevealRemix Version
1. Reveal [The Attic remake]
2. Reveal [Kleerup remix]
3. Reveal [single version]
4. One Wish [Video]

## Promo
- 2006 - The Rox Medley
- 2007 - Reveal [Single Version]

## Video
- 2006 - One Wish